# Henri-Auguste François
Pour les articles homonymes, voir François.
Henri-Auguste François, né le 16 septembre 1812 à Hanovre (Royaume de Westphalie) et mort 22 décembre 1872 à Strasbourg, est un médecin cantonal alsacien, spécialiste du paludisme, et l'un des grands noms du théâtre populaire dialectal au XIXe siècle. 

## Biographie
Fils de militaire, Henri-Auguste étudie la médecine à l'université de Strasbourg, puis s'installe dans le faubourg de La Robertsau, au nord de la ville, où il passe le reste de sa vie. Décrit comme un médecin « talentueux et dévoué », il s'attaque notamment au paludisme qui fait alors des ravages et qu'il contribuera à éradiquer de la ville. 
Le 12 septembre 1833 il épouse à Strasbourg Marie Anne Dorothée Delhaye, la veuve d'un garde forestier. Ses activités médicales lui laissent peu de loisirs, mais lui inspirent néanmoins une comédie dialectale – la seule œuvre qu'on lui connaisse –, D'Hüsmittel (les remèdes de bonne femme), publiée en 1842.

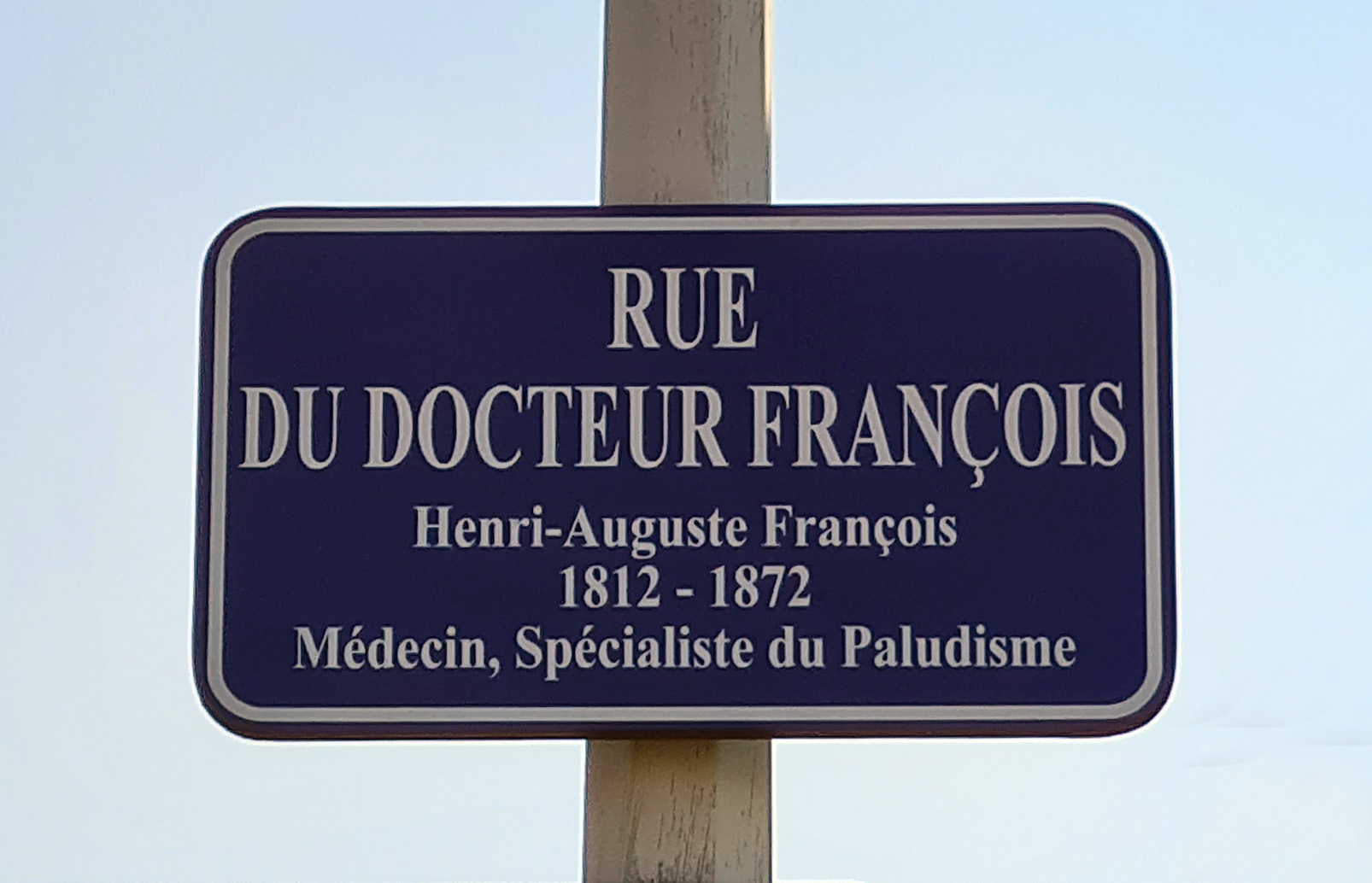
Plaque de rue à la Robertsau.

Le docteur François est inhumé au cimetière Saint-Louis de Strasbourg (Robertsau). Quoique dépourvue d'inscription, mais gravée d'un caducée à l'arrière, sa tombe est reconnaissable à un grand obélisque en grès et à une plaque apposée par les habitants du quartier : « La Robertsau reconnaissante à son regretté médecin ». 
Une rue proche y porte également son nom, elle relie la rue de la Papeterie à la rue des Maraîchers.

## Œuvres
Il publia en 1842 dans les Affiches de Strasbourg, D'Husmittel e Komödie wo au ebbs wun de Hexemeister unn de respektable Schlofer vorkummt ; uffg' setz vun der Frau Bärwel von Blappermuul. La pièce fut rééditée en 1886.
Ce texte reste dans la lignée des Fraubasengespräche (conversations de commères), ces récits populaires qui sont à la base du théâtre alsacien. Mais il raconte aussi les difficultés d'un jeune médecin confronté à l'auto-médication populaire et aux nombreuses croyances populaires. Ces petites fables morales, didactiques, édifiantes, et qui font un peu penser à Knock, sont destinées à se venger des agissements dangereux des guérisseurs de tout poil auquel il était confronté dans la vie réelle.